# アイビー茜
アイビー茜（アイビー あかね、1987年1月13日 ）は、日本の占い師、ライター。長野県長野市出身。

## 略歴
明治大学政治経済学部、バンタンデザイン研究所グラフィックデザイン科卒業。
2011年より占い師としての活動を本格的に開始。宿曜占星術、西洋占星術、タロット占いを組みあわせたオリジナルの占いを行う。2016年の中京テレビTHE的中王に選ばれた。

## 著書
- アイビー茜のルナモンスター占い（扶桑社、2015年2月4日）